# Badugi

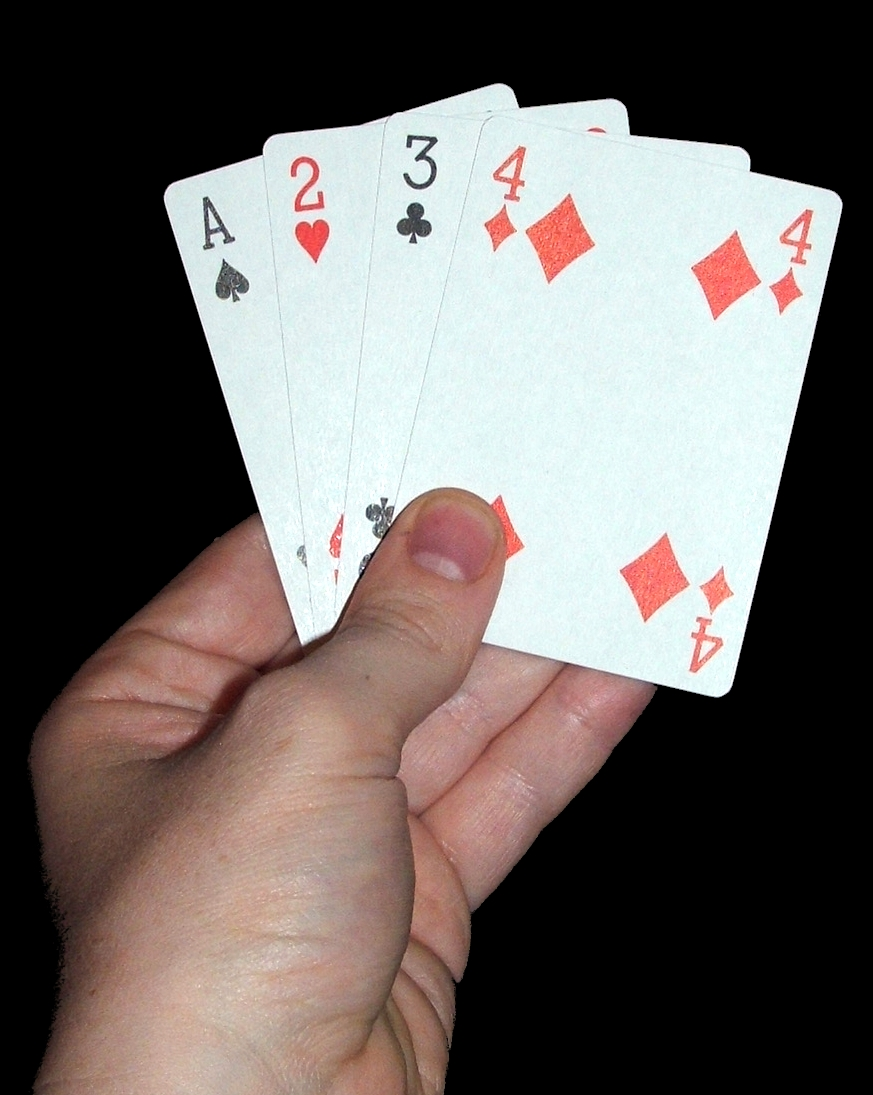
A legjobbnak számító hand

A badugi póker draw póker egy változata.
A szabályok elég egyszerűek. Mindenki kap 4 zárt lapot, és mivel ez egy tripple-draw játék háromszor lehet akárhány (0-4) lapot cserélni. Az első csere előtt, majd minden csere után, tehát összesen négyszer van licitkör. Ha a játék fix limites, akkor az első két licitkörben kis, a második két licitkörben nagy tét az emelés (mint limit holdemben). Ha pot-limit vagy no limit (vagy fél pot limit), akkor természetesen nincs ilyen. A játékot vakokkal és ante-val egyaránt szokás játszani(a vakokkal elterjedtebb). Az osztó után ülő kezdi mindig a licitkört.
A játék célja, hogy a 4 lapból a lehető legalacsonyabb, nem párosodó és színben is különböző handet hozzuk össze (tehát low játék). Az ász alacsonynak számít, tehát a nut a különböző színű A234. Amennyiben azonos színű két lap, vagy pár van a kézben, akkor az egyik lap kiesik a számításból, ilyenkor ún. 3 lapos keze (three-card handje) van valakinek. Ha két párja, két-két egyszínűje vagy drillje van valakinek, akkor két lap is kiesik, és kétlapos keze van, míg a 4 egyszínű, illetve azonos nagyságú lapot egylapos kéznek hívják (two-, illetve one-card hand). Bármely négylapos kéz veri az összes 3, 2 és 1 lapos kezet, a 3 lapos a 2 és 1 lapos kezet, a 2 lapos pedig bármely 1 lapos kezet. Az „egyforma lapos” kezek közül az alacsonyabb kéz nyer, a számolás fentről kezdődik, tehát a K862 veri a K932-t.
Aki nyer, azé a pot. A showdown is egyezik a Texas Hold’emmel, tehát ha az utolsó körben van emelés, akkor az utolsó emelő mutat először, egyébként meg az osztó után sorban van a mutatás.